# Зачепљење артерије
Зачепљење артерије је патолошки процес изазван артеријски плаком који настаје као последица накупља на унутрашњим зидовима  артерија различитих супстанци које циркулишу у крви. То укључује накупљање калцијума, масти, холестерола, ћелијског отпад и фибрин (материјала укљученог у згрушавање крви). Као одговор на настали плак, ћелије у зидовима артерија се умножавају и луче додатне супстанце које могу погоршати стање у зачепљеним артеријама. Како плак често почиње да се развија током детињства или тинејџерских година, зачепљене артерија почиње да се развија у средњим годинама живота или касније и ако се на спрели мерама превенције доводи до тешких последица, укључујучи и смрт услед срчаног или можданог удара.

## Етиологија
Како наслаге плака расту током човековог живота, долази до стања које се зове атеросклероза. Ово стање доводи до системских промене и непрестаног сужавања и стврдњавања артерија. Иако се са сигурношћу не зна шта покреће атеросклерозу, сматра се да процес потиче од оштећења артеријског зида. Ово оштећење, које омогућава таложење плака, може бити последица:  
Висок ниво лошег холестерол и ниског нивоѕ добарог холестерол
Високи нивои „лошег“ холестерола, или липопротеина ниске густине ( ЛДЛ ), главни су фактори који доприносе стварању артеријског плака. Али то не говори целу причу. Свако такође има „добар“ холестерол, или липопротеин високе густине (ХДЛ ), који циркулише у крви. Верује се да ХДЛ уклања део лошег холестерола из плака у зачепљеним артеријама и преноси га назад у јетру, где се он елиминише преко жучи.
Висок крвни притисак
Висок крвни притисак повећава брзину нагомилавања артеријског плака, јер утискује честице липоппротеина у зид крвног суда, што убрзава очвршћавање зида зачепљених артерија, које постају неластичне и утичу на даљи пораст крвног притуска.
Дувански дим
Сматра се да дим цигарете повећава стопу атеросклерозе у артеријама срца, ногу и аорте (највеће артерије у телу).
Повишени ниво шећера у крви
Повишени ниво шећера у крви чак и код особа које  још нису на нивоу шећерне болести, као што је то код метаболичког синдрома, такође имају повећан ризик од формирања плака и зачепљења крвног суда.
Остали фактори ризика
Остали фактори ризика укључују:  
- породичну историју,
- стрес,
- седентарни начин живота,
- гојазност.

## Патогнеза
Ток зачепљења крвних судова зависи од тога где се артеријски плак акумулирао, па зачепљене артерије у различитим деловима тела могу довести до више здравствених стања, укључујући:
Болест коронарних артерија
Када се плак акумулира у артеријама које носе крв у срце, то доводи до болести коронарне артерије или болести срца. Болест коронарних артерија може изазвати бол у грудима или кратак дах. Ово стање може довести до срчаног удара и водећи је узрок смрти у тазвијеним земљама света.
Болест каротидних артерија
Каротидне артерије које се налазе уз обе стране врата снабдевају мозак кисеоником и храњљивим материјама. Акумулација артеријског плака у каротидним артеријама може довести до можданог удара због прекида исхране и оксигенације мозга.
Болест периферних артерија
Ако се плак накупи у крвним судовима који носе крв до ногу, то може смањити количину испорученог кисеоника. Смањен проток крви може узроковати бол, утрнулост или озбиљну инфекцију Игангрену) у ногама и стопалима.

## Клиничка слика
У многим случајевима, зачепљене артерије не изазивају никакве симптоме све док се не догоди велики догађај, као што је срчани удар или мождани удар.
У другим случајевима, посебно када је артерија блокирана до 70% или више, накупљање артеријског плака може изазвати симптоме који укључују:
- бол у грудима,
- краткоћу даха,
- лупање срца,
- општу слабост или вртоглавицу,
- мучнину,
- знојење.

Први симптом, бол у грудима, који се назива ангина пекторис, узрокован је смањеним дотоком крви у срце, а узрокован је плаком у артеријама које воде до срца.
Зачепљене артерије код болести каротидних артерија могу изазвати прекурсоре можданог удара познате као пролазни исхемијски напади или ТИА, са следећим симптомима:
- осећај слабости или укочености на једној страни тела
- немогућност покретања руке или ноге
- губитак вида на једној или обе стране
- неразговетан изговор.

Зачепљене преферне артерије код болести периферних артерија могу узроковати:
- бол у ногама,
- тешка главобоља без очигледног узрока,
- одложено зарастање повреда стопала,
- хладне ноге,
- гангрену.

## Дијагноза
У клиничкој пракси се примењује неколико тестова за зачепљене артерије, који се примењују на основу симптома и медицинске историје. Тестови могу укључивати:
- Скрининг холестерола
- Рендген грудног коша
- Компјутеризовану томографију
- Ултразвук
- Ехокардиограм и/или срчани стрес тест
- Електрокардиограм
- Магнетну резонантну томографију или позитронску емисону томографију,
- Ангиографију

## Терапија
Постоје различите могућности превенције и лечења зачепљених артерија. Све оне имају за циљ  да смање артеријски плак и спречи зачепљење артерија. Межутим успех терапије зависиће од тежине пацијентовог стања и медицинске историје болести. У неке у најчешћих метода терапије спадају:

## Промене животног стила
Здрав начин живота је неопходан за управљање артеријским плаком и лечење зачепљених артерија. Ово укључује:
- исхрану са мало засићених масти и холестерола, са мање шећера и једноставних угљених хидрата и доста воћа и поврћа,
- одржавање здраве телесне тежине,
- престанак пушења дувана,
- редовно физичко вежбање,
- управљање нивоима стреса,
- одржавање крвног притиска и холестерола у физиолошким границама,
- одржавање ниског нивоа шећера у крви.

### Хируршке или интервентне процедуре
У неким случајевима, операција може бити неопходна за лечење зачепљених артерија и спречавање додатног накупљања артеријског плака. Ове процедуре могу укључивати:
Постављање стента
Стент или проширница је цевасти жичани уређај који се у медицини користи за одржавање физиолошких вредности величине попречног пресака или увећање, проширење или отварање лумена зачепљених крвних судовова. Стентови који се користе у интервентној кардиологији, или васкуларној хирургији за лечење ануризме аорте, и других болести попут зачепљења крвних судова,  могу бити од метала (нерђајућег челика, нитинол легуре) или биоразградивих материјала, разних геометријским конфигурација које су прилагођене њиховој примени. 
Ове мале цевчице која могу бити са или без лека, могу се поставити у зачепљену артерију помоћ катетера који се убацује кроз артерију ноге, до оболеле артерије и поставља  у пределу блокаде.
Бајпас операција
Бајпас операција је кардиохирушка метода којом се премошћује сужење или зачепљења крвних судова. За ово премошћење користе се артерије или вене узете са другог места тела где њихово присуство није неопходно. Помоћу њих се крв изнад места сужења доведе до места испод сужења. Тако срце добија довољну количину крви и са њом кисеоник потребан за нормалан рад срца. Крвни судови који се користе за бајпас се називају графтови.
Због велике раширености коронарне болести аортокоронарни бајпас данас је постао једна од најчешће извођених хируршких интервенција у свету код болесника код којих је уградња стента контраиндикована или непоуздана.  
Балон ангиопластика
Балон ангиопластика је инвазивна кардиолошка и радиолошка техника механичког ширења сужених или зачепљених крвних судова срца (најчешће изазваних атеросклеротичним плаковима) применом балон катетеризације, Ова процедура помаже да се реканалишу зачепљене артерије које су делимично или потпуно блокиране. Надуваваљњм балон до одређеног притска механички се потискивањем плака уз зидове артерије уклања сужењех или зачепљење крвног суда.
Раном применом ове методе могу се успешно спречити многе тешке болест изазване сужењем или зачепљењем периферних крвних судова, а пре свега ампутације удова. Такође ова врста ангиопластике је метода избора за болеснике којима прети опасност од гангрене (ампутације) удова а поседују контраиндикације за хируршко лечење.

### Лекови
Међу бројним лековима који могу помоћи у контроли неких фактора који доприносе акумулацији артеријског плака и спречавају последице које могу настати због зачепљења крвних судова спадају:
- лекови за снижавање нивоа холестерола,
- лекови за снижавање крвног притиска,
- аспирин и други лекови за разређивање крви, који смањују вероватноћу стварања крвног угрушка